# Ernest Armstrong
Ernest Armstrong (12 janvier 1915 - 8 juillet 1996) est un homme politique du parti travailliste britannique.

## Biographie
Armstrong fait ses études à la Wolsingham Grammar School et au City of Leeds Teacher Training College, et en est directeur. Il est conseiller au Sunderland Borough Council et préside son comité d'éducation.
Battu par le conservateur sortant à Sunderland South aux élections générales de 1955 et 1959, Armstrong est député de North West Durham de 1964 jusqu'à sa retraite en 1987. Sa fille, Hilary Armstrong, lui succède.
Il est secrétaire privé parlementaire (PPS) en 1965, et whip travailliste, et sous-ministre de l'Éducation et des Sciences (1974–1975) et de l'Environnement (1975–1979). Après que le parti travailliste ait perdu les élections générales de 1979, il est vice-président de la Chambre des Communes.
Après sa retraite, Armstrong est conseiller politique pour la production de la BBC de la série politique House of Cards.